# Lucio Urtubia
Lucio Urtubia Jiménez (Cascante, 18 febbraio 1931 – Parigi, 18 luglio 2020) è stato un anarchico spagnolo.
Divenne famoso per le sue pratiche politiche di espropriazione proletaria. A volte comparato a Robin Hood, Urtubia rapinò banche tra gli anni sessanta e settanta. Con le parole di Albert Boadella, «Lucio è Quijote che non combatte contro i mulini a vento ma contro veri giganti».

## Biografia
Lucio Urtubia nacque a Cascante, quinto figlio di una famiglia molto povera. Era figlio di un carlista che abbracciò l'ideologia comunista nel periodo in cui era stato imprigionato.
Arruolato per il servizio militare, Lucio Urtubia insieme ai suoi commilitoni saccheggiò un magazzino appartenente alla loro compagnia e insieme disertarono, riparando in Francia nel 1954. A Parigi iniziò a lavorare come muratore, un'occupazione che avrebbe poi continuato per tutta la sua vita. "Così, da clandestino perfetto, muratore di giorno, falsario di notte, Lucio Urtubia realizza e smercia traveller's cheque contraffatti per più di 20 milioni di dollari senza tenerne uno per sé. Soldi per aiutare i combattenti contro Franco.". Si unì ai Giovani Libertari della Federazione Anarchica, diventando amico di André Breton e Albert Camus.

## Filmografia
- Storia di un uomo d'azione (2022) di Javier Ruiz Caldera